# Мічиганська школа для сліпих
Мічиганська школа для сліпих (англ. Michigan School for the Blind, MSB) — колишня, державна школа для сліпих дітей у Мічигані.
Його колишній академічний кампус розташований за адресою 715 W. Willow Street у Лансінгу, штат Мічиган, і тепер це Abigail, житловий комплекс для літніх людей. У 2018 році будівлю було внесено до Національного реєстру історичних місць. Протягом своєї історії школа також була у Флінті.

## Історія
У 1850-х роках Ебігейл Роджерс і Делія Роджерс заснували Мічиганський жіночий коледж, побудувавши на цьому місці кампус у Лансінгу. Державні коледжі почали приймати жінок у 1869 році, усунувши потребу в жіночому коледжі, і заклад було закрито. Короткий час будівля була залом диваків. У 1879 році Мічіганська школа для сліпих і глухих, яка тоді розташовувалася у Флінті, штат Мічиган, потребувала другого кампусу для студентів з іншими потребами. Колишній Мічиганський жіночий коледж став Мічиганською школою для сліпих.
Згодом школі знадобилося більше приміщення. У 1910-х роках школа найняла архітектора Едвіна Боуда для проектування нової середньої школи (збудованої в 1912 році), будинку суперінтенданта (збудованого в 1914 році) та нової будівлі «Старої головної» будівлі (також називається Ебігейл), яка була побудована в 1915 рік. Зрештою старі будівлі були знесені, залишивши їх найстарішими будівлями на кампусі.

## Опис
Три будівлі в кампусі були побудовані до 1950 року. Першим з них є середня школа 1910 р., прямокутна триповерхова споруда з плоским дахом. Піднятий підвал і огородження центрального входу побудовані з вапняку. Друга будівля –  Резиденція наглядача 1914 р., а2+1⁄2-поверховий будинок у стилі колоніального відродження з крутим вальмовим дахом і вальмовою мансардою. Бічний вхід прикриває вальмовий ґанок на всю ширину. Третя будівля – Адмінбудівля (Стара головна). Триповерхова неокласична споруда, побудована з цегли та вапняку. Це E-подібна структура, яка була збільшена кілька разів. Центральний триярусний портик підтримується чотирма доричними колонами з фронтоном нагорі.

## Видатні випускники
- Роберт Махоні, перший сліпий член Палати представників штату Мічиган[4]
- Дуг Спейд, член Палати представників штату Мічиган[5]
- Леон Вер американський автор пісень, продюсер, композитор і співак.
- Стіві Вандер, присутній під ім'ям Стівленд Джадкінс, співак, автор пісень, музикант і продюсер[6]
- Джордж Вюрцель, художник, ремісник і сліпий інструктор з обробки дерева[7]